# 切目川
切目川（きりめがわ）は、紀伊半島の南西を流れる河川。和歌山県中北部を流れる二級水系の本流である。

## 地理
和歌山県日高郡印南町の三里ヶ峰（標高768.5m）付近に発し、上流は西に流れ、中流から南西に流路をとり、尾根線を伝って太平洋に注ぐ。流域面積は約75.6km2、幹川流路延長は約35kmである。なお、切目川の北西には同じく印南町内に河口を持つ二級河川の印南川がある（ふるさと創生資金で建設した「かえる橋」で知られる）が、延長は当河川の方が長い。
切目川流域の土地利用は、山林が約90%、農地が9％であり、河口付近は宅地利用も多い。古井より上流の河川沿いには国道425号線が通っており険阻、狭隘な道路であったが、近年は整備が進み、川又付近まで道路が拡張している。
切目川流域では特徴的な産業にセンリョウ栽培があり、沿岸では花卉栽培やエンドウの生産が盛ん。また、上流の真妻（まづま）地区はワサビの品種『真妻』の発祥地でもあるが、水害や環境の変化などに伴って衰退し、幻の産地となっていた。近年は再興の動きがある。
河口は湿地や砂州が発達しており、大きく蛇行して南部湾に注ぐ。
梅雨期には度々洪水にも見舞われ、農作物に深刻な被害を与えている。しかし、一年を通してみれば降雨が少なく、夏期には渇水、干魃に見舞われることも少なくない。そのため、洪水調節と水道水源、農業用水確保の目的で切目川ダムが建設され、2015年に完成した。
上流部は穿入蛇行が発達し、県中部の清流としても知られる。町が切目川をPRするため、上洞、真妻、切目川の3小学校を統合した際に清流小学校、真妻と切目川の2中学校を統合した際に、清流中学校とそれぞれ校名を変更している。一帯では鮎の放流も盛んに行われており、鮎釣りには多くの釣り客が訪れる。また、川の上流には眼病に効くと伝えられ、境内に清流が流れる川又観音がある。
流域には熊野古道紀伊路の四王子が残存しているが、とりわけ五体王子の一つ、切目王子がよく知られる。
支流に室川、樮川（ほくそがわ）、西神の川など。

## 流域の自治体
和歌山県
日高郡印南町

## 並行する交通

### 道路
- 国道425号線
- 和歌山県道202号古井西の地線